# Ivošević Selo
Ivošević Selo – wieś w Chorwacji, w żupanii karlowackiej, w mieście Karlovac. W 2011 roku liczyła 7 mieszkańców.